# Montgómery Sánchez
Montgómery Sánchez Reyes (Macará, 27 de agosto de 1950) es un ingeniero y político ecuatoriano que ocupó el cargo de prefecto provincial de El Oro durante cuatro periodos consecutivos (de 1996 a 2014), además fue presidente del Consorcio de Consejos Provinciales del país en tres ocasiones distintas (1999-2000, 2000-2001 y 2009-2010).

## Biografía
Nació en la ciudad de Macará, provincia de Loja, el 27 de agosto de 1950. A los trece años se mudó junto con su familia a Machala, donde cursó la secundaria en el colegio fiscal 9 de Octubre. Estudió ingeniería agrónoma en la Universidad Técnica de Machala, en la que además organizó el Movimiento de Izquierda Universitaria. Al graduarse consiguió trabajo como chequeador en una multinacional, luego se convirtió en profesor y más tarde en coopropietario de una hacienda bananera.
En 1992 le ofrecieron ser candidato a la prefectura de El Oro, pero rechazó la oferta. Cuatro años más tarde se candidateó para la misma dignidad por el Partido Roldosista Ecuatoriano (PRE) y venció al entonces prefecto Carlos Falquez, que buscaba la reelección. Fue reelecto al cargo en 2000 y luego en 2004, en ambas ocasiones por el PRE, además de mejorar sus resultados en cada elección con relación a la anterior. Tiempo después de ser reelegido en 2004, empezó un paulatino alejamiento del Partido Roldosista Ecuatoriano.
Meses antes de las elecciones seccionales de 2009, Sánchez se desafilió del PRE y creó el Movimiento Autonómico Regional (MAR), con el que ganó la reelección como prefecto, convirtiéndose en el candidato más votado del país, con un 80,31%. Su movimiento consiguió además cuatro de las catorce alcaldías de la provincia. Para las elecciones presidenciales, Sánchez y el MAR apoyaron frontalmente la candidatura del presidente Rafael Correa, quien a su vez no presentó ningún candidato que compitiera por la prefectura de El Oro. Durante los siguientes años, el MAR se convirtió en aliado del régimen de Correa, el cual le permitió a este partido ostentar la segunda vicepresidencia de la Asamblea Nacional para el periodo 2011-2013 por medio de la asambleísta Rocío Valarezo.
Para las elecciones legislativas de 2013, el MAR de Sánchez y Alianza PAIS, el movimiento del presidente Correa, oficializaron una alianza electoral con la que obtuvieron cuatro de los cinco asambleístas de la provincia, entre los cuales se contó a Montgómery Sánchez Ordóñez, hijo del prefecto. Meses después se anunció que para las elecciones seccionales de 2014, la alianza entre los dos movimientos se repetiría y que Sánchez buscaría la reelección como prefecto; sin embargo perdió contra Esteban Quirola, candidato del Partido Social Cristiano, obteniendo aproximadamente el 41.5% de los votos contra el 52% de Quirola.
Años después participó en las elecciones legislativas de 2017 y ganó una curul como asambleísta nacional en representación de la provincia de El Oro por Alianza PAIS. Al inicio de su periodo en la Asamblea fue nombrado presidente de la Comisión de Gobiernos Autónomos, Descentralización, Competencias y Organización del Territorio. Renunció a su curul en diciembre de 2018 para candidatearse de nuevo a la prefectura, pero obtuvo el cuarto lugar.